# Стрижівка (Коростишівська міська громада)
Стри́жівка — село в Україні, у Житомирському районі Житомирської області. Входить до складу Коростишівської міської громади. Розташоване на лівому березі річки Тетерева за 5 км на захід від центру громади, біля автошляху Київ—Львів. Дворів — 420. Населення — 1200 осіб (за переписом 2020 року).
Біля села проходить залізниця, зупинка Стрижівка. У тепле півріччя через день ходить дизель-поїзд Житомир-Коростишів.

## Історія
Перша писемна згадка про село датується 1783 роком. Назва села пішла від ремесла, яким тут займалися здавна. У кожному дворі були вівці, але не кожен міг дати їм раду, коли приходила пора стригти вовну. Збудували в селі стригарню, куди люди приводили овець. Вели також із інших сіл та хуторів. Звідси і пішло Стригарня, Стрижівка.
У роки першої російської революції в Стрижівці відбувся селянський виступ проти поміщика. Радянську владу встановлено в січні 1918 року. Під час Німецько-радянської війни проти нацистських загарбників билося 218 жителів села, з них 131 нагороджено орденами й медалями. 87 чоловік загинуло смертю хоробрих, (загинули також від куль заслонзагонів НКВС). За виявлений героїзм під час форсування Дніпра в районі Сошинівки Дніпропетровської області уродженцю Великих Кошарищ І. Й. Луфиренку присвоєно звання Героя Радянського Союзу.
На території Стрижівки розміщувалася бригада колгоспу «Заповіт Ілліча» (центральна садиба в селі Кмитів), який мав у користуванні 2198 га сільськогосподарських угідь, у тому числі 1786 га орної землі. За досягнуті успіхи в розвитку сільського господарства 89 колгоспників було нагороджено орденами й медалями.
З 1959 року в селі розміщується Коростишівське шахтоуправління, а з 1963 року працювала брикетна фабрика.
В селі є школа, клуб, бібліотека з книжковим фондом 11000 томів, фельдшерсько-акушерський пункт, пошта.
До 2018 року центр сільської ради, якій був також підпорядкований населений пункт Колодязьки.

## Школа
Близько 1924 року було збудовано семирічну школу в центрі села, а в 1938 році добудовано ще дві класні кімнати. Після війни школу відремонтували і вона відновила свою роботу.
Протягом останніх років педагогічний колектив основну увагу звертав на виявлення та розвиток здібностей і обдарованості, творчого мислення, потреби і вміння самовдосконалюватися і формування національного інтелекту.
Багато випускників школи стали науковими працівниками, військовими, інженерами, лікарями, педагогами, хліборобами. Серед них: В. Бондаренко — професор-хірург, Г. А. Бондаренко — полковник, А. Шуринок — лікар-професор, В. А. Головін — викладач КПУ, Г. С. Гурман — викладач Київського інституту харчової промисловості, А. А. Грабар — підполковник, В. Г. Горбатенко — лікар-професор.
Майстрами педагогічної справи були: С. А. Бондаренко, О. А. Макаревич, Г. Г. Степурко, Є. Ю. Гаврилюк.
На сьогоднішній день (2010 р.) школу очолює Г. С. Пригон. У школі навчається 186 учнів, працює 24 педагоги. 19 із них мають вищу освіту, 5 — середню спеціальну. За результатами атестації, 3 вчителям встановлено кваліфікаційну категорію «спеціаліст вищої категорії» та присвоєно звання "старший учитель", 8 — «спеціаліст І категорії», 3 — "спеціаліст ІІ категорії".